# Giacinto Facchetti
Pour les articles homonymes, voir Facchetti.
Giacinto Facchetti, né le 18 juillet 1942 à Treviglio (province de Bergame, Italie) et mort le 4 septembre 2006 à Milan (Italie), est un footballeur international italien.
Connu pour son élégance sur le terrain, il a effectué toute sa carrière avec l'Inter de Milan principalement en tant que défenseur latéral gauche, poste auquel il est considéré comme l'un des meilleurs de l'histoire.
Il a remporté de nombreux trophées, notamment le Championnat d'Europe de football en 1968, quatre titres de champion d'Italie et deux coupes intercontinentales. Avec 94 sélections, c'est le dixième footballeur le plus capé en équipe d'Italie.

## Carrière en club
Il débute en tant qu'attaquant dans le club de sa ville. Helenio Herrera, le manager de l'Inter le replace au poste de défenseur.
Il fait ses débuts le 21 mai 1961, lors de la fin de saison du championnat d'Italie. Il fait l'intégralité de sa carrière avec l'Inter Milan.
Il ne se contente pas d’être un très bon défenseur, il est aussi un soutien actif de ses attaquants. Il obtient son premier « Scudetto » de champion d'Italie en 1963, au bout de sa troisième saison. Les saisons suivantes sont couronnées de succès avec deux championnats d'Italie en 1965 et 1966.
Sur le plan international, Facchetti et l'Inter brillent également avec deux coupes des clubs champions européens en 1964 et 1965 ainsi que deux coupes intercontinentales obtenues ces mêmes années à une époque où l'Inter est une des toutes meilleures équipes européennes. Facchetti est pour beaucoup dans les excellents résultats de son équipe, pour preuve les 10 buts qu'il marque en une saison de championnat (en 1966), alors qu'il est défenseur.
Lors de l'année 1965, où son club gagne la Coupe des clubs champions européens ainsi que la Coupe intercontinentale, il finit 2e au classement du Ballon d'or derrière Eusebio.
En 1971, il remporte son quatrième titre de champion d'Italie, le dernier titre de sa carrière.
En 1978, il met fin à sa carrière en club.
Il dispute un total de 634 rencontres et inscrit 75 buts sous le maillot de l'Inter ce qui en fait le troisième joueur de l'Inter en nombre de présences toutes compétitions confondues derrière Giuseppe Bergomi et Javier Zanetti (dont 476 rencontres et 59 buts en Serie A).

## Carrière internationale
Facchetti a commencé sa carrière internationale le 27 mars 1963 contre l'équipe de Turquie (victoire 1-0 à Istanbul) en éliminatoires de l'Euro 1964.
Avec l'équipe d'Italie, il a remporté le Championnat d'Europe de football en 1968. En coupe du monde, il aura moins de réussite avec une élimination dès le premier tour en 1966, et une finale en 1970 où l'Italie fatiguée par sa demi-finale gagnée 4-3 a.p. face à l'équipe d'Allemagne fut battue en finale par l'équipe du Brésil de Pelé, Jairzinho et Tostão sur le score de 4 buts à 1.
Il a terminé sa carrière internationale le 16 novembre 1977 face à l'équipe d'Angleterre lors des éliminatoires de la coupe du monde 1978. Il a été sélectionné 94 fois en équipe nationale (et marqué 3 buts), c'est le sixième footballeur le plus capé en Italie. Il fut 70 fois capitaine, un record qu'il détient toujours.

## Présidence de l'Inter
Après la fin de sa carrière de joueur, il poursuit son engagement dans le football en faisant partie de l'encadrement de l'Inter. Il accède à la présidence du club en 2004.
Il meurt le 4 septembre 2006 d'un cancer du pancréas à l'âge de 64 ans.
« Aujourd'hui nous a quittés le 19e président de l'histoire de l'Inter, le champion nerazzurro et l’azzurro jamais oublié et inoubliable, le dirigeant italien estimé par la FIFA et l'UEFA, le mari, le père, le grand-père et l'ami », publie en hommage le site internet de l'Inter. Massimo Moratti lui rend personnellement hommage à travers une lettre publiée sur le site du club.
Une minute de silence fut observée au début du match France - Italie le 6 septembre 2006.
Le numéro 3, qu'il portait en tant que joueur est retiré par son club le 8 septembre 2006. C'est le premier joueur de l'Inter qui voit son numéro retiré. Nicolás Burdisso qui est le dernier joueur à l'avoir porté a dû en cours de saison le changer. Il a alors choisi le numéro 16.
Le 22 septembre 2008, Cesano Maderno, ville proche de Milan, baptise un square à son nom.

## Statistiques
| Saison                | Club                  | Championnat           | Championnat | Championnat | Coupe(s) nationale(s) | Coupe(s) nationale(s) | Compétition(s) continentale(s) | Compétition(s) continentale(s) | Compétition(s) continentale(s) | Coupe intercontinentale | Coupe intercontinentale | Barrage | Barrage | Italie | Italie | Total | Total |
| Saison                | Club                  | Division              | M.          | B.          | M.                    | B.                    | Comp.                          | M.                             | B.                             | M.                      | B.                      | M.      | B.      | M.     | B.     | M.    | B.    |
| 1960-1961             | Inter Milan           | Serie A               | 3           | 1           | -                     | -                     | C3                             | 1                              | 0                              | -                       | -                       | -       | -       | -      | -      | 4     | 1     |
| 1961-1962             | Inter Milan           | Serie A               | 15          | 0           | -                     | -                     | C3                             | 6                              | 0                              | -                       | -                       | -       | -       | -      | -      | 21    | 0     |
| 1962-1963             | Inter Milan           | Serie A               | 31          | 4           | 2                     | 0                     | -                              | -                              | -                              | -                       | -                       | -       | -       | 3      | 0      | 36    | 4     |
| 1963-1964             | Inter Milan           | Serie A               | 32          | 4           | -                     | -                     | C1                             | 9                              | 0                              | -                       | -                       | 1       | 0       | 4      | 0      | 46    | 4     |
| 1964-1965             | Inter Milan           | Serie A               | 32          | 2           | 3                     | 0                     | C1                             | 6                              | 1                              | 3                       | 0                       | -       | -       | 6      | 1      | 50    | 4     |
| 1965-1966             | Inter Milan           | Serie A               | 32          | 10          | 1                     | 0                     | C1                             | 5                              | 2                              | 2                       | 0                       | -       | -       | 11     | 1      | 51    | 13    |
| 1966-1967             | Inter Milan           | Serie A               | 34          | 4           | 2                     | 0                     | C1                             | 10                             | 2                              | -                       | -                       | -       | -       | 5      | 1      | 51    | 7     |
| 1967-1968             | Inter Milan           | Serie A               | 28          | 7           | 9                     | 2                     | -                              | -                              | -                              | -                       | -                       | -       | -       | 8      | 0      | 45    | 9     |
| 1968-1969             | Inter Milan           | Serie A               | 30          | 6           | 3                     | 1                     | -                              | -                              | -                              | -                       | -                       | -       | -       | 5      | 0      | 38    | 7     |
| 1969-1970             | Inter Milan           | Serie A               | 28          | 5           | 6                     | 1                     | C3                             | 8                              | 0                              | -                       | -                       | -       | -       | 10     | 0      | 52    | 6     |
| 1970-1971             | Inter Milan           | Serie A               | 30          | 5           | 3                     | 0                     | C3                             | 2                              | 0                              | -                       | -                       | -       | -       | 6      | 0      | 41    | 5     |
| 1971-1972             | Inter Milan           | Serie A               | 27          | 4           | 8                     | 1                     | C1                             | 9                              | 1                              | -                       | -                       | -       | -       | 6      | 0      | 50    | 6     |
| 1972-1973             | Inter Milan           | Serie A               | 29          | 1           | 10                    | 3                     | C3                             | 5                              | 0                              | -                       | -                       | -       | -       | 4      | 0      | 48    | 4     |
| 1973-1974             | Inter Milan           | Serie A               | 28          | 2           | 7                     | 0                     | C3                             | 2                              | 0                              | -                       | -                       | -       | -       | 8      | 0      | 45    | 2     |
| 1974-1975             | Inter Milan           | Serie A               | 23          | 0           | 8                     | 1                     | C3                             | 3                              | 0                              | -                       | -                       | -       | -       | 4      | 0      | 38    | 1     |
| 1975-1976             | Inter Milan           | Serie A               | 28          | 3           | 10                    | 0                     | -                              | -                              | -                              | -                       | -                       | -       | -       | 8      | 0      | 46    | 3     |
| 1976-1977             | Inter Milan           | Serie A               | 27          | 1           | 9                     | 1                     | C3                             | 1                              | 0                              | -                       | -                       | -       | -       | 3      | 0      | 40    | 2     |
| 1977-1978             | Inter Milan           | Serie A               | 18          | 0           | 4                     | 0                     | C3                             | 1                              | 0                              | -                       | -                       | -       | -       | 3      | 0      | 26    | 0     |
| Total sur la carrière | Total sur la carrière | Total sur la carrière | 475         | 59          | 85                    | 10                    | -                              | 68                             | 6                              | 5                       | 0                       | 1       | 0       | 94     | 3      | 728   | 78    |

## Palmarès

### Équipe d'Italie
- Championnat d'Europe de football : 
  - Vainqueur en 1968
- Coupe du monde :
  - Finaliste en 1970

### Club
- Coupe intercontinentale :
  - Vainqueur en 1964 et 1965
- Ligue des champions :
  - Vainqueur en 1964 et 1965
  - Finaliste en 1967 et 1972
- Championnat d'Italie : 
  - Vainqueur en 1963, 1965, 1966 et 1971
  - Deuxième 1967 et 1970
- Coupe d'Italie :
  - Vainqueur en 1978
  - Finaliste en 1965 et 1977

### Individuel
- Figure dans le classement du FIFA 100 de Pelé
- 2e du Ballon d'or en 1965